# 埃尔宾格罗德 (下萨克森州)
埃尔宾格罗德（德語：Elbingerode，發音：[ɛlbɪŋəˈʁoːdə] ⓘ）是德国下萨克森州哥廷根县的市镇，面积5.65平方千米，2023年12月31日人口为430人。